# 부평대로

부평구의 주요 도로 및 철도 노선이며, 이곳에서 주황색으로 표시된 것이 부평대로로, 국도 제46호선과 비슷한 색상으로 적용된다.

부평대로(富平大路, 이전 명칭 : 부평로)는 인천광역시 부평구 부평1동 부평역에서 갈산동에 위치한 경인고속도로 부평 나들목까지를 연결하는 왕복 8차선 도로이며, 계양대로와도 바로 연결된다. 원래 해당 도로는 옛 지방도 제307호선의 일부를 이룬 것으로 보인다.

## 통과하는 지자체
- 부평구
  - 부평동 - 청천동 - 갈산동[2]

## 노선
부평역 - 부평119안전센터 - 문화사거리 - 부평시장역오거리 - 백마장 입구(산곡입구삼거리) - 부평구청 · 부평세림병원·부평세무서 - 한국GM 부평공장 - 부평세관 - 부평관광호텔 · 우림라이온스밸리 · 갈산역 - 부평소방서 · 조선일보 · 부평정수사업소 - 부평 나들목 사거리 - 부평 나들목 - 계양대로

## 접촉하는 도로
- 길주로
- 경원대로
- 원적로
- 주부토로
- 부흥로

## 접촉하는 철도역
※ 해당 철도역은 인천 도시철도 1호선을 관통한다. 다만, 부평역에서는 수도권 전철 1호선과 환승 가능하며, 부평구청역에서는 서울 지하철 7호선과 환승 가능하다.
- 부평역
- 부평시장역
- 부평구청역
- 갈산역

## 통과하는 버스 노선
통과하는 버스 노선 중 광역버스, 시외버스, 인접 도로에 통과하는 노선 등은 서술 대상에서 제외되며, 관내에는 서울시내버스 노선은 당연히 없다.
인천시내버스
- 간선버스 : 1, 2, 11, 12, 28, 30, 34, 43, 45, 46, 47, 67-1, 111-2, 112번
- 지선버스 : 551, 555, 557, 558, 560, 561, 570, 571, 574, 581, 582, 583, 584-1, 585, 586, 587번
- 좌석버스 : 111번

경기도 버스
- 부천시내버스 : 88번
- 김포시내버스 : 90번

## 참고 사항
국도와의 접촉이 직접 가능한 도로는 없다. 경원대로를 이용하여 연수구, 석바위 방면으로 진입하여 두산위브아파트에서 좌회전 후 부영로를 거쳐서 오면 국도 제46호선(경인로)과 접촉 가능하다. 또한 같은 도로를 이용하여 종점부인 굴다리로터리에서 장제로를 거치면 국도와도 연결 가능하다. 다만 부평 나들목을 건너 계양대로로 바뀐 시점부 앞에서도 국도 제6호선(국도 제77호선과 공용함)과도 접촉 가능하다. 국도 제42호선과의 접촉을 하려면 장제로, 호구포로를 통해 간석사거리로 좌회전 및 우회전을 해야 한다. 수도권제1순환고속도로는 부평구청역에서 길주로를 통해 중동 나들목을 이용하면 접근 가능하다.

## 갤러리

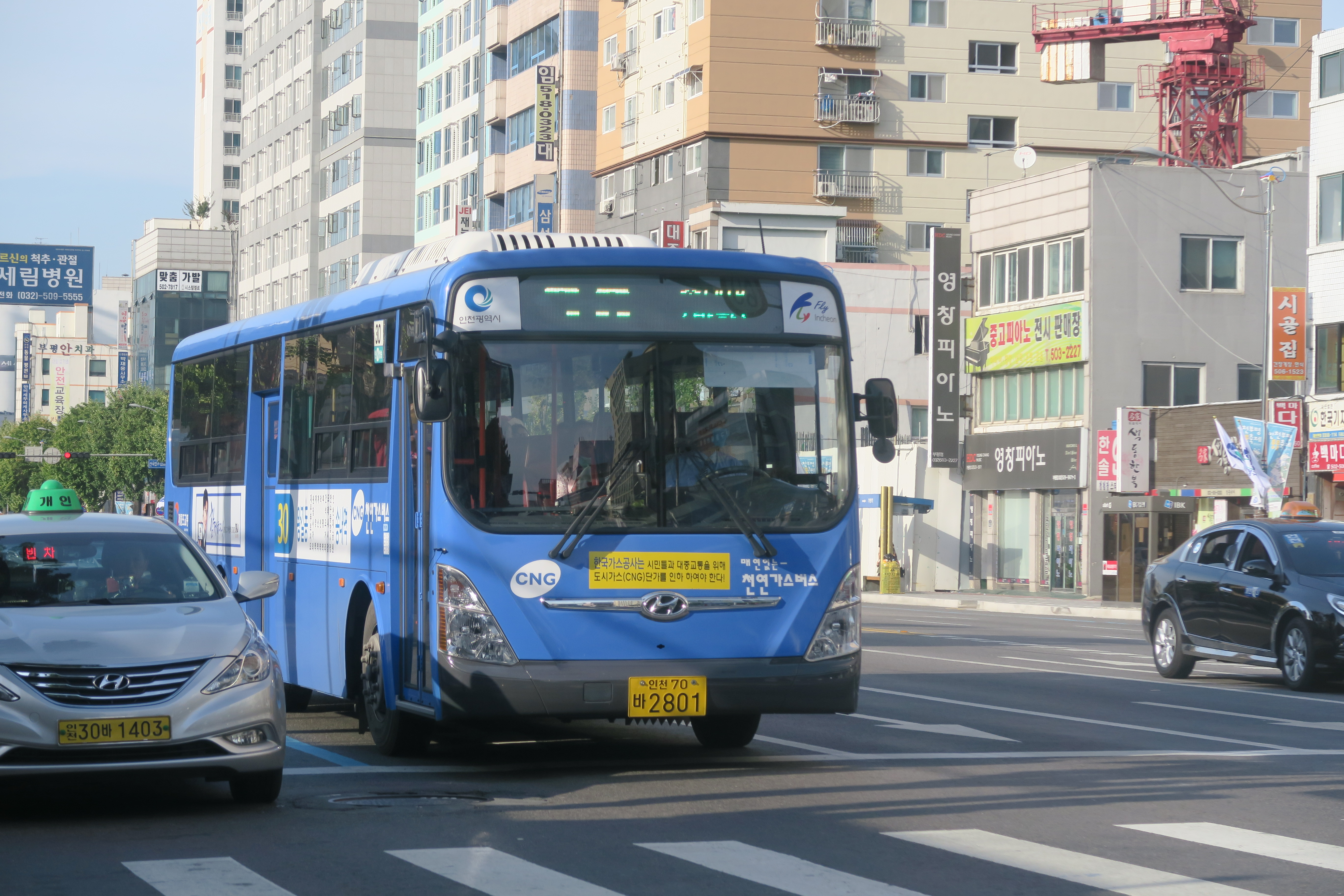
부평대로의 부평역 방향으로 운행하고 있는 인천 30번 버스
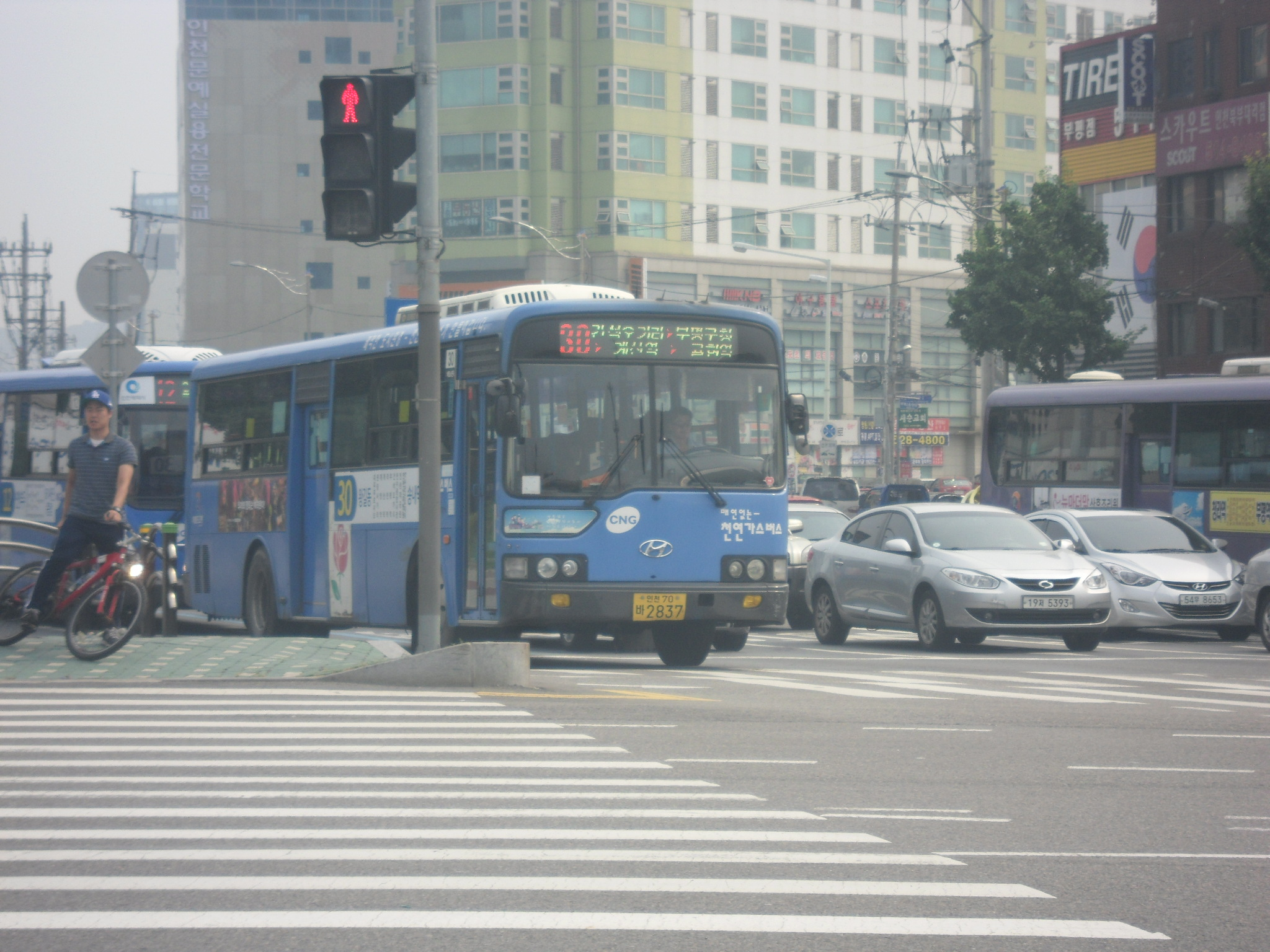
부평구청역 맞은 편의 인천세림병원을 통과하고 있는 인천 30번 버스
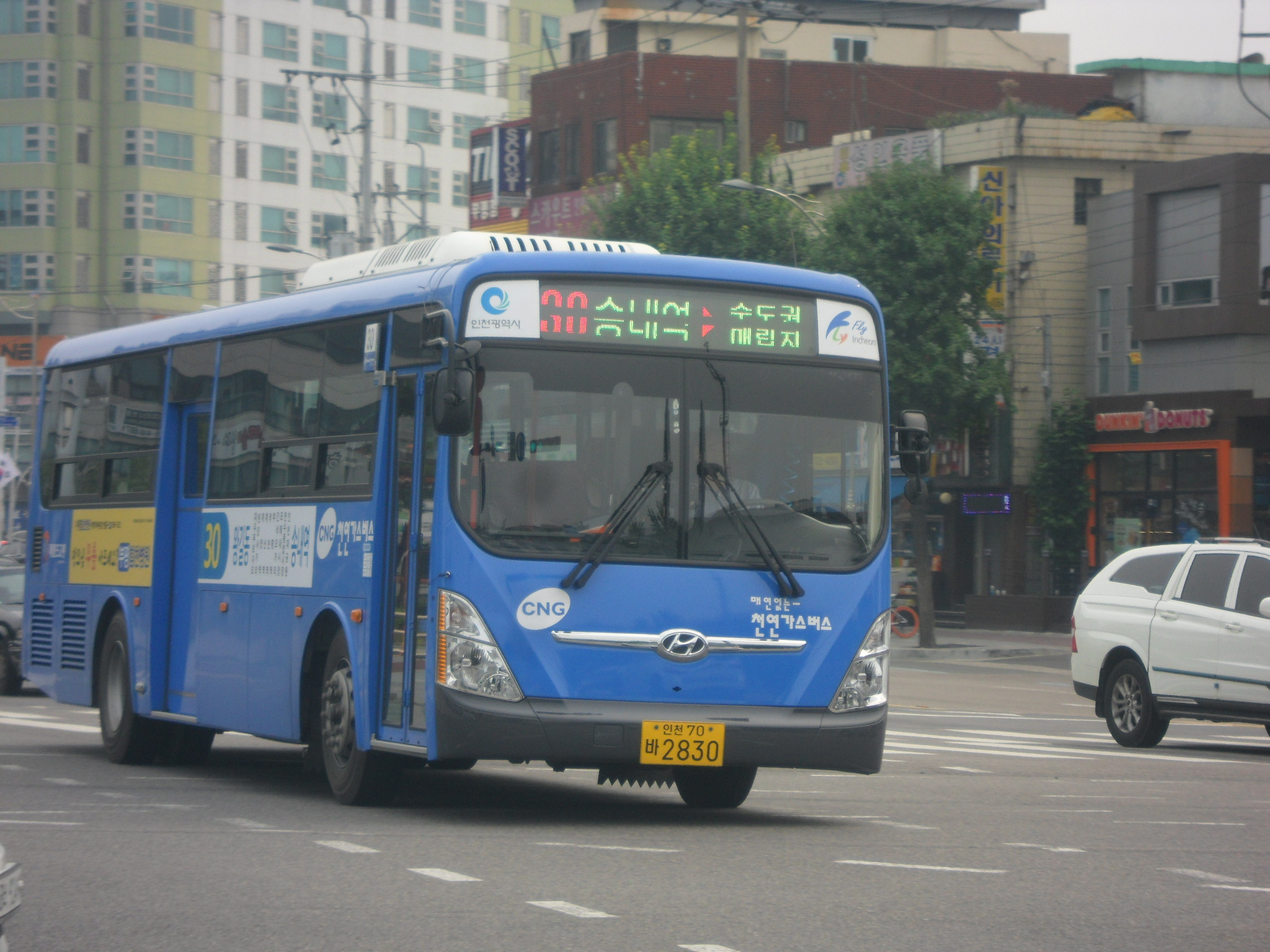
세림병원 앞 횡단보도에서 정차하여 대기중인 인천 30번 버스

## 같이 보기
- 계양대로